# George B. Martin
George B. Martin (Prestonsburg, 1876. augusztus 18. – Catlettsburg, 1945. november 12.) az Amerikai Egyesült Államok szenátora (Kentucky, 1918–1919).